# Kimari
Kimari (nep. किम्री) – gaun wikas samiti w zachodniej części Nepalu w strefie Karnali w dystrykcie Mugu. Według nepalskiego spisu powszechnego z 2011 roku liczył on 114 gospodarstw domowych i 579 mieszkańców (320 kobiet i 259 mężczyzn).